# Jaime de Portugal

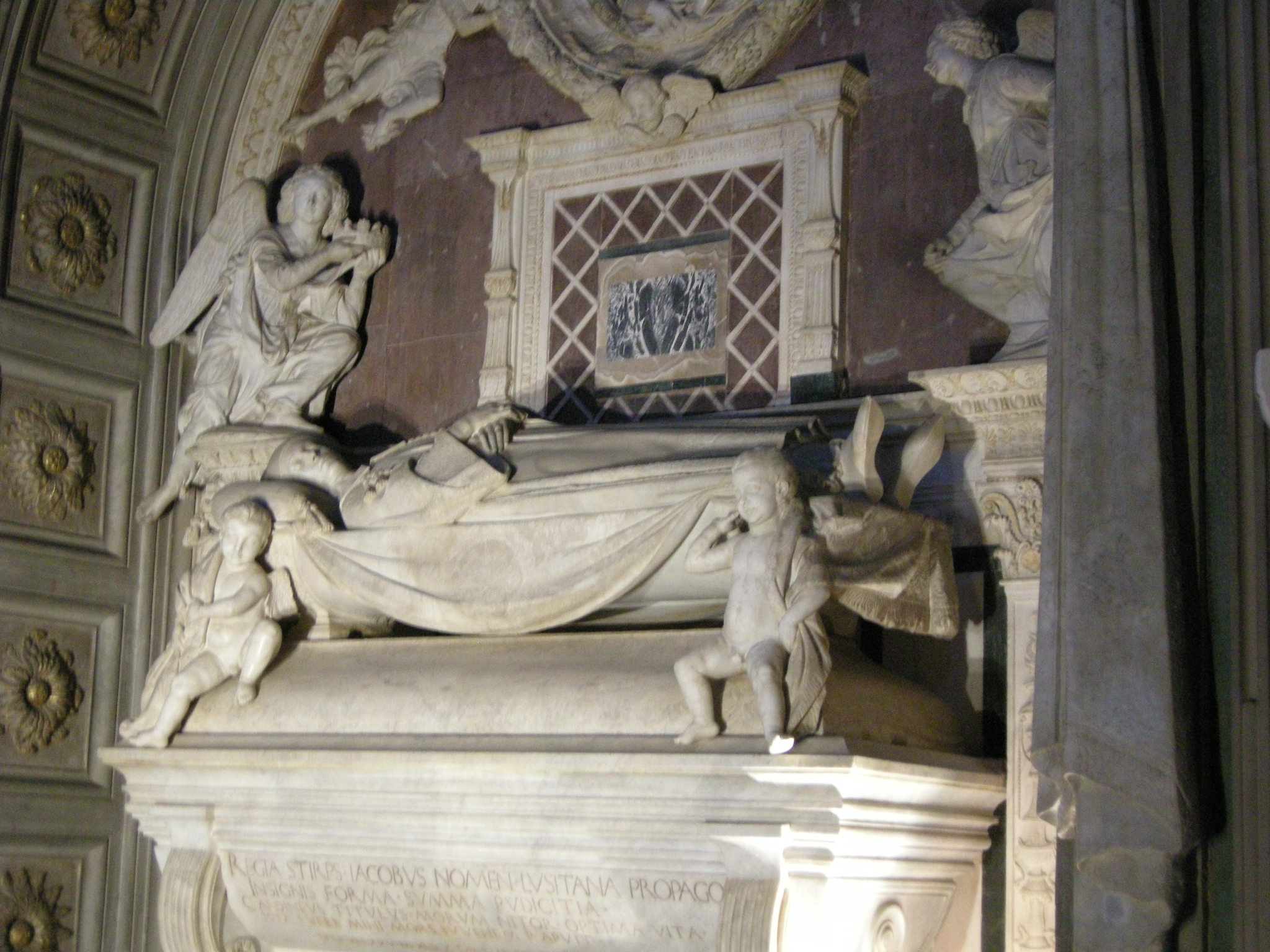
Tumba

Jaime de Portugal (17 de Setembro de 1433 – Florença, 27 de Agosto de 1459) era filho do Infante D. Pedro, duque de Coimbra, e de sua esposa Isabel de Urgel, sendo, como tal, neto de D. João I. Foi arcebispo de Lisboa e de Arras e cardeal-infante.
O seu modo de vida, considerado exemplar, está perpetuado no tecto da capela da Basílica de San Miniato al Monte, em Florença, onde se encontra sepultado em túmulo monumental, através de esculturas em cerâmica que representam as quatro virtudes cardinais (justiça, fortaleza, moderação e temperança).
Quando faleceu tinha apenas 26 anos.
Há historiadores de arte que defendem que é uma das personagens presentes nos enigmáticos Painéis de São Vicente de Fora.

## Biografia

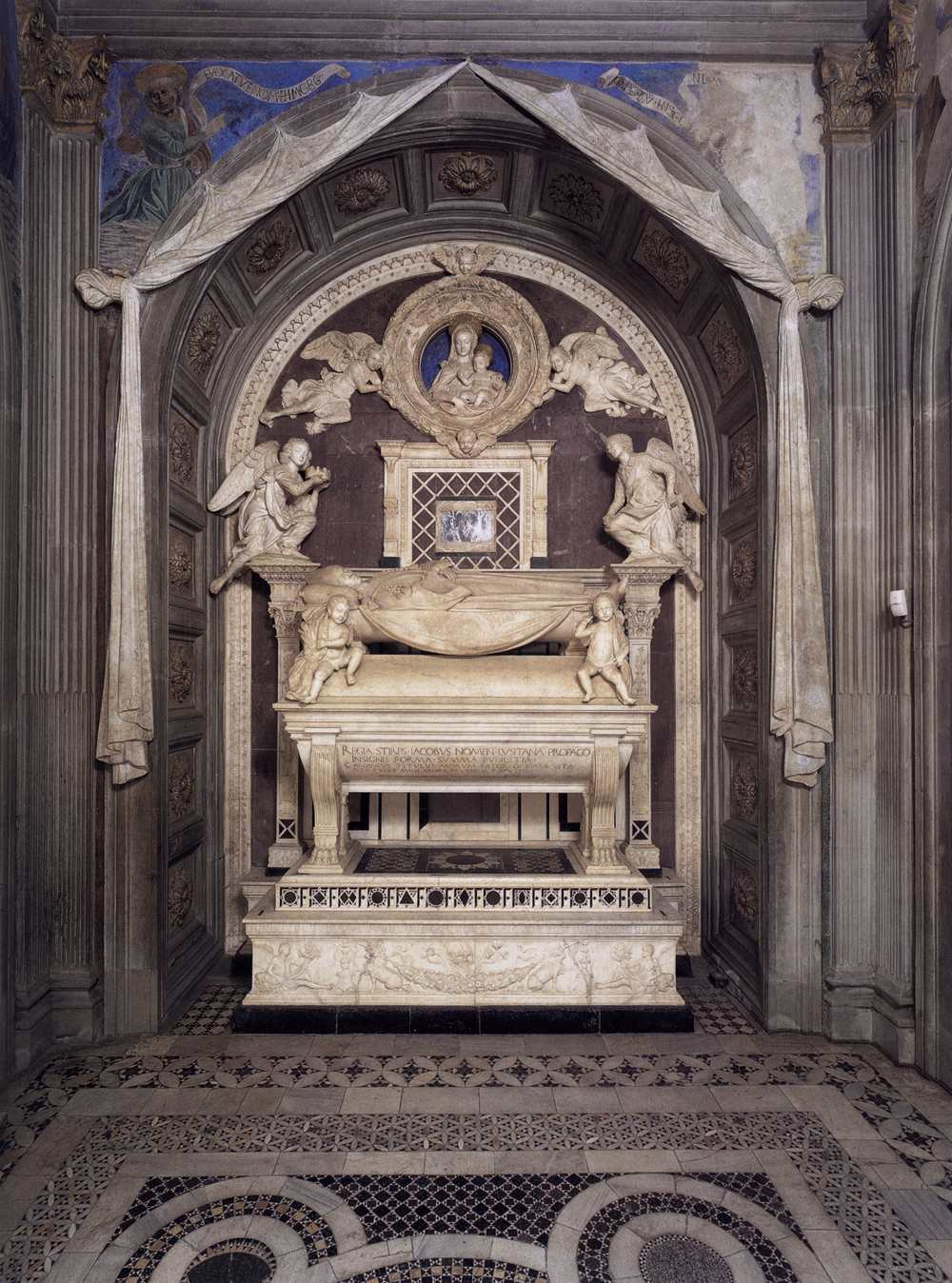
Tumba de D. Jaime de Portugal, na Basílica de San Miniato, em Florença, obra dos irmãos Rosselino

Na batalha de Alfarrobeira (1449), na qual participou comandando as primeiras forças que para lá partiram de Coimbra a pedido do pai que aí viu ser derrotado e a ser morto, com apenas quinze anos de idade, D Jaime foi aprisionado pela hoste de Afonso V de Portugal, tendo no entanto conseguido fugir, com os seus irmãos João e Beatriz, para a Flandres, onde obteve o apoio da tia Isabel de Portugal, Duquesa da Borgonha.
Ali foi designado arcebispo de Arras, tendo, a expensas da tia, partido para Roma. Aí chegado, o Papa Nicolau V, conhecedor da tragédia de Alfarrobeira e do vexame a que fora submetido o corpo do duque de Coimbra, decide recompensar o seu filho, atribuindo-lhe, em 30 de Abril de 1453, a administração perpétua da arquidiocese lisboeta, que se achava vago pela morte do arcebispo D. Luís Coutinho. Não obstante, por não ter ainda a idade necessária para prover o cargo, não lhe conferiu logo o título arquiepiscopal.
Governou sempre a arquidiocese a partir de Itália, por meio do vigário geral, Luís Anes.
Entretanto, morrendo papa Nicolau V e subindo ao trono de São Pedro o Papa Calisto III, foi D. Jaime feito cardeal-diácono no primeiro consistório convocado pelo novo pontífice, em 20 de Fevereiro de 1456, com o título de Santa Maria no Pórtico, logo depois substituído pelo de Santo Eustáquio (isto, mesmo não tendo ainda a idade de trinta anos necessária para a atribuição do barrete cardinalício).
Por sua mediação, conseguiu do Papa a emissão da bula de cruzada para o seu primo Afonso V de Portugal (1457), destinada à conquista de Alcácer Ceguer.
Participou no conclave de 1458 que elegeu Eneias Sílvio Piccolomini como Papa Pio II; como o novo Papa quisesse prosseguir o desejo do seu predecessor em fazer a guerra de cruzada ao Turco muçulmano, mandou reunir o colégio dos cardeais em Mântua, nos inícios de 1459. No caminho entre Roma e Mântua, adoeceu D. Jaime, na cidade de Florença, onde viria a falecer em 27 de Agosto de 1459 (alguns historiadores dizem ter sido envenenado).
Jaz na Capela do Cardeal de Portugal da Basílica de San Miniato al Monte, naquela cidade.